# Gafselsjön
Gafselsjön är en sjö i Örnsköldsviks kommun i Ångermanland och ingår i Moälvens huvudavrinningsområde. Sjön är 7,9 meter djup, har en yta på 1,08 kvadratkilometer och är belägen 298 meter över havet. Sjön avvattnas av vattendraget Solbergsån.

## Delavrinningsområde
Gafselsjön ingår i det delavrinningsområde (707805-158639) som SMHI kallar för Utloppet av Gafselsjön. Medelhöjden är 370 meter över havet och ytan är 15,89 kvadratkilometer. Räknas de 3 avrinningsområdena uppströms in blir den ackumulerade arean 66,22 kvadratkilometer. Solbergsån som avvattnar avrinningsområdet har biflödesordning 2, vilket innebär att vattnet flödar genom totalt 2 vattendrag innan det når havet efter 108 kilometer. Avrinningsområdet består mestadels av skog (84 procent). Avrinningsområdet har 1,06 kvadratkilometer vattenytor vilket ger det en sjöprocent på 6,7 procent.